# كمين حزب العمال الكردستاني 24 مايو 1993
تم تنفيذ كمين حزب العمال الكردستاني 24 مايو 1993 الذي استهدف المجندين العزل بـ الجيش التركي على الطريق السريع بين مدينتي إيلازيغ-بينغول، مما أسفر عن مقتل 33 جنديًا تركيًا كانوا خارج خدمتهم و5 مدنيين آخرين في أول انتهاك لـ حزب العمال الكردستاني (PKK) لاتفاق وقف إطلاق النار المبرم مع الحكومة التركية. وأصدر أمر الهجوم سيمدين سكيك وبحسب شهادة عبد الله أوجلان التي صرح بها عام 1999، قام بتنفيذ الهجوم القائد الإقليمي لحزب العمال الكردستاني.

## الخلفية التاريخية
في أواخر عام 1991، حاول الرئيس التركي تورغوت أوزال إرساء قواعد الحوار مع حزب العمال الكردستاني. وأشار إلى إمكانية مناقشة فكرة إحداث اتحاد علاوةً على فتح قناة تليفزيونية تبث باللغة الكردية. كذلك، قام بتمرير مشروع قانون، يرفع الحظر بشكل جزئي عن استخدام اللغة الكردية. وفي استجابة لهذا المسعى، أعلن حزب العمال الكردستاني وقف إطلاق النار في 20 مارس 1993. ومع ذلك، بعد وفاة تورغوت أوزال في 17 أبريل 1993، توقفت الحكومة عن تلبية المطالب السياسية لحزب العمال الكردستاني بشكل كبير  وفي يوم 19 مايو، عندما قتل نحو عشرات المتمردين من أنصار سيمدين سكيك في هجوم شنه الجيش على بلدة كولب أرسل تورغوت بخطاب لـ عبد الله أوجلان يزعم فيه أن المتمردين كانوا يفتقدون للاحترام المستحق لاتفاق وقف إطلاق النار. ورد أوجلان قائلاً أنه مسموح لهم بالدفاع عن أنفسهم.

## الهجوم
قرر سكيك الرد على ذلك مستعرضًا قوته، ومن ثَم أمر وحدات حزب العمال الكردستاني في ديار بكر بإغلاق كافة الطرق الرئيسية في المحافظة والطرق القريبة منها يوم 24 مايو. ومن بين هذه الطرق الطريق السريع بين إيلازيغ-بينغول والذي هوجم من قبل ما يزيد عن 150 مقاتلًا من حزب العمال الكردستاني, قادمين من الجبال الجنوب شرقية. وصدرت أوامر للمقاتلين بقتل أيِ من موظفي الدولة الذين يعثرون عليهم وفي إطار ذلك، أوقف حزب العمال الكردستاني عدة حافلات كانت تقوم بنقل الجنود الأتراك العزل بملابس مدنية ثم قاموا بجر 33 مجندًا و5 مدنيين (من بينهم أربعة أساتذة) خارج سياراتهم وقاموا بإعدامهم. وبعض فترة وجيزة، ألقى حزب العمال الكردستاني القبض على 22 جنديًا، قبل أن تتمكن عمليات الإنقاذ التركية من إطلاق سراحهم. ووجهت انتقادات للجيش لحقيقة أن الجنود كانوا غير مسلحين ولم تكن هناك وحدات لحمايتهم.

## آثار ما بعد الكارثة
تمثل هذا الهجوم في خرق حزب العمال الكردستاني لاتفاق وقف إطلاق النار المبرم مع الحكومة التركية وردًا على ذلك، كثف الجيش التركي من عمليات مكافحة التمرد التي يقوم بها ضد حزب العمال الكردستاني خلال الأشهر التالية. وكانت حصيلة ذلك، قتل ما مجموعه 92 من قوات الأمن التركية، و203 من المتمردين التركيين و29 من المدنيين خلال عمليات مكافحة التمرد في شهري مايو ويونيو وتم إلقاء القبض على 120 كرديًا آخرين خلال هذه العمليات.
وصف كوتشوك زكي، قائد حزب العمال الكردستاني في موش في ذلك الوقت، الهجوم باعتباره نقطة تحول في الصراع القائم، حيث كثفت الدولة من عملياتها ضد حزب العمال الكردستاني و«أصبحت الحرب تأخذ منحى أسوأ بكثير»;